# Jakob Johnson
Jakob Elijah Johnson (Stoccarda, 15 dicembre 1994) è un giocatore di football americano tedesco che milita nel ruolo di fullback per i New York Giants della National Football League (NFL). Al college ha giocato per l'Università del Tennessee.
Johnson è entrato nella NFL nel 2019, firmando con i New England Patriots, venendo selezionato tramite l'International Player Pathway Program (IPPP). Nel 2020 è diventato il primo giocatore proveniente dall'IPPP a segnare un touchdown in una gara del campionato NFL.

## Carriera universitaria
Nato a Stoccarda, in Germania, come Jakob Weinmann da madre tedesca e padre statunitense, in seguito ha adottato il cognome paterno. Johnson ha giocato in patria poco più che diciassettenne per la squadra under 19 degli Stuttgart Scorpions per poi trasferirsi a Jacksonville, in Florida, dove vivevano alcuni parenti da parte del padre, per cercare di entrare nel programma di football dei college americani. Qui ha frequentato l'ultimo anno della Jean Ribault High School e si è poi iscritto nel 2014 all'Università del Tennessee andando a giocare come linebacker con i Volunteers che militano nella Southern Conference (SEC) della Divisione I della Football Bowl Subdivision (FBS) della NCAA.
| Stagione | Stagione  | Stagione   | Stagione   | Stagione | Stagione | Ricezioni | Ricezioni | Ricezioni | Ricezioni | Ricezioni |
| Anno     | Squadra   | Campionato | Conference | P        | PT       | Ric.      | Yard      | Media     | Long      | TD        |
| -------- | --------- | ---------- | ---------- | -------- | -------- | --------- | --------- | --------- | --------- | --------- |
| 2014     | Tennessee | FBS Div. I | SEC        | 12       | 2        | 0         | 0         | 0,0       | 0         | 0         |
| 2015     | Tennessee | FBS Div. I | SEC        | 12       | 0        | 0         | 0         | 0,0       | 0         | 0         |
| 2016     | Tennessee | FBS Div. I | SEC        | 13       | 0        | 2         | 10        | 5,0       | 8         | 0         |
| 2017     | Tennessee | FBS Div. I | SEC        | 10       | 3        | 1         | 13        | 13,0      | 13        | 0         |
| Totale   | Totale    | Totale     | Totale     | 47       | 5        | 3         | 23        | 7.7       | 13        | 0         |

Fonte: Football DB
In grassetto i record personali in carriera

## Carriera professionistica

### Stuttgart Scorpions
Nel 2018, terminata l'università, Johnson tornò a giocare in Germania per gli Stuttgart Scorpions che militavano nella German Football League. Johnson al termine della stagione fece registrare 43 ricezioni per 474 yard guadagnate e 4 touchdown nonché 10 corse per 46 yard guadagnate. Gli Scorpions chiusero la stagione con il record di 4-12, ultimi del girone sud.

### New England Patriots
L'8 aprile 2019 tramite l'International Player Pathway Program (IPPP) della NFL, iniziativa volta ad aumentare il numero di giocatori non americani, Johnson entrò nella lega americana e firmò con i New England Patriots da undrafted free agent un contratto biennale da 1 milione di dollari. Il 31 agosto 2019 non rientrò nel roster attivo e fu svincolato per poi firmare il giorno successivo per la squadra di allenamento.

#### Stagione 2019

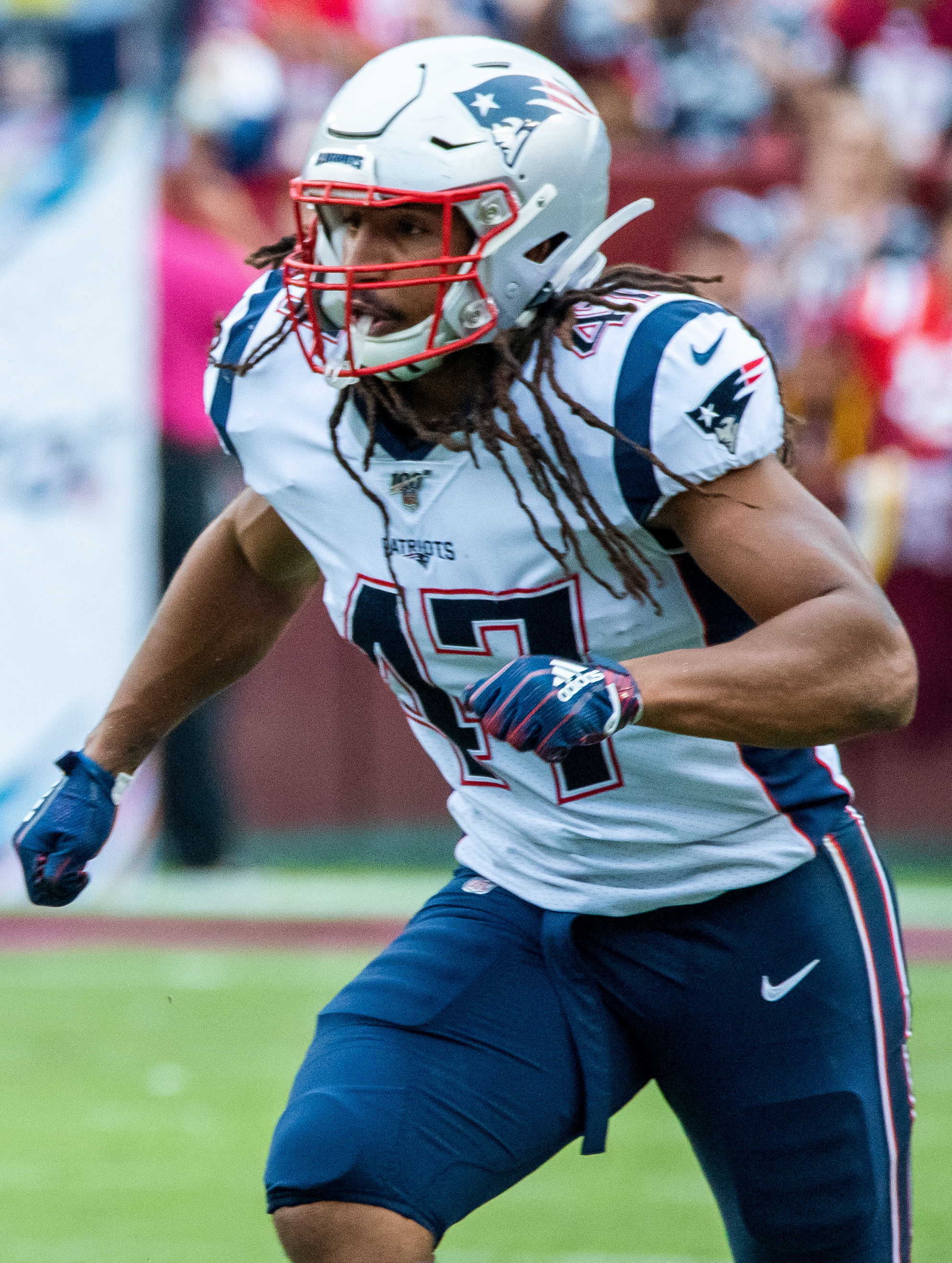
Johnson nel 2019 con i Patriots

Johnson non fu registrato dai Patriots come giocatore internazionale, quindi rientrava nel limite massimo di 10 giocatori ammessi nella squadra di allenamento e ciò lo rese eleggibile per essere poi eventualmente elevato nel roster attivo. Questo avvenne il 21 settembre 2019 quando Johnson, a seguito dell'infortunio di James Develin, fu elevato nel roster attivo, diventando così il primo giocatore dell'IPPP a far parte del roster attivo di una franchigia e a giocare una gara nella NFL, esordendo alla settimana 3 nella vittoria contro i New York Jets. La sua stagione si concluse però il 14 ottobre 2019 a causa di un infortunio alla spalle. Complessivamente in stagione giocò 4 partite, partecipando a 94 snap complessivi, 71 con la squadra d'attacco e 24 con lo special team e facendo una ricezione da 5 yard.

#### Stagione 2020
Nella sua seconda stagione Johnson rientrò direttamente nel roster attivo dei Patriots, diventando il secondo giocatore dell'IPPP a riuscirci dopo Efe Obada. Il 20 settembre 2020, nella gara di settimana 2 contro i Seattle Seahawks persa 35-30, Johnson realizzò il suo primo touchdown su passaggio di una yard da Cam Newton, diventando così il primo giocatore dell'International Player Pathway Program a segnare in NFL. Inoltre divenne il primo giocatore d'attacco proveniente dalla Germania e il secondo giocatore tedesco in assoluto a segnare un touchdown. Johnson terminò la stagione giocando in 16 partite, di cui 11 da titolare, e registrando 8 ricezioni per 35 yard e un touchdown.
Il 25 marzo 2021 Johnson firmò coi Patriots per un altro anno con un contratto del valore di 850.000 dollari.

#### Stagione 2021
Il 24 ottobre 2021, alla settimana 7 nella vittoria 54-13 contro i New York Jets, Johnson fece due ricezioni per 32 yard. Concluse la sua terza stagione coi Patriots scendendo in campo in 17 partite, 6 da titolare, con 4 ricezioni e 43 yard guadagnate.

### Las Vegas Raiders
Il 17 marzo 2022 Johnson firmò da free agent con i Las Vegas Raiders un contratto annuale dal valore di 1,5 milioni di dollari comprensivo di un bonus alla firma di 200.000 dollari.
Johnson dichiarò che la scelta di New England di lasciarlo andar via era dovuta al fatto che non prevedevano di utilizzare in futuro un fullback nei loro schemi, mentre al contempo a Las Vegas, dove trovò come capo-allenatore Josh McDaniels che aveva già avuto nei Patriots, il ruolo di fullback era ampiamente sfruttato nel loro gioco d'attacco, non tanto per portare la palla ma principalmente per aprire la strada alle corse dei running back.

#### Stagione 2022
Johnson esordì con i Raiders nella partita della settimana 1, la sconfitta 19-24 subita contro i Los Angeles Chargers, in cui fece una ricezione da una yard e giocò 8 snap prevalentemente come bloccatore per permettere le corse dei running back. Nella gara del quinto turno, la sconfitta 29-30 contro i Kansas City Chiefs, Johnson giocò la sua prima partita da titolare con i Raiders dove fece anche una ricezione da 5 yard. Nella partita del decimo turno, la sconfitta 20-25 subita contro gli Indianapolis Colts, Johnson risultò il secondo migliore giocatore dell'attacco e il secondo miglior bloccatore per le corse, giocando in 20 snap d'attacco. Nella gara della settimana 12 contro i Seattle Seahawks Johnson diede un fondamentale contributo nella vittoria 40-34: oltre ad aiutare nel guadagnare 283 yard sul campo nel corso della partita, Johnson portò soprattutto il blocco che liberò il running back Josh Jacobs permettendogli di andare a segnare il touchdown decisivo nei tempi supplementari con una corsa da 86 yard. Johnson terminò l'annata giocando tutte le 17 partite stagionali, di cui 9 come titolare, totalizzando cinque ricezioni per 10 yard.

#### Stagione 2023
Il 18 marzo 2023 Johnson firmò per un altro anno con i Raiders. Il 17 novembre 2023, due settimane dopo l'esonero del capo-allenatore McDaniels sostituito da Antonio Pierce e il cambio di gioco sulle corse della squadra con minor richiesta nell'uso di un fullback, Johnson fu svincolato per poi essere aggregato alla squadra di allenamento quattro giorni dopo. Fu elevato nel roster attivo per la gara del quattordicesimo turno, la sconfitta 0-3 contro i Minnesota Vikings, per quella successiva, la larga vittoria 63-21 contro i Los Angeles Chargers, e nel sedicesimo turno contro i Kansas City Chiefs vinti 20-14, giocando in difesa e negli special team. Il 29 dicembre 2023 fu promosso nel roster attivo. Chiuse la stagione con 13 presenze, 5 come titolare, con una sola ricezione per 12 yard.

### New York Giants
Il 16 agosto 2024 Johnson firmò da free agent con i New York Giants.
Prima dell'inizio della stagione 2024 Johnson non rientrò nel roster attivo iniziale dei Giants e il 27 agosto 2024 fu svincolato per poi essere aggregato alla squadra di allenamento il giorno successivo. Ma già il 29 agosto tornò nel roster attivo, per essere poi nuovamente svincolato il 31 agosto e riportato in squadra di allenamento tre giorno dopo. Svincolato dalla squadra di allenamento il 6 settembre, cinque giorni dopo, l'11 settembre, rifirmó per il roster attivo.
Il 24 settembre 2024 Johnson, dopo aver giocato 36 snap in tre partite con i Giants, fu nuovamente svincolato e quindi riportato in squadra di allenamento il giorno successivo. Fu di nuovo svincolato il 30 ottobre e poi riaggreggato alla squadra di allenamento il 2 novembre 2024.

## Statistiche

### Stagione regolare
| Stagione | Stagione | Stagione | Stagione | Ricezioni | Ricezioni | Ricezioni | Ricezioni | Ricezioni |
| Anno     | Squadra  | P        | PT       | Ric.      | Yard      | Media     | Max       | TD        |
| -------- | -------- | -------- | -------- | --------- | --------- | --------- | --------- | --------- |
| 2019     | NE       | 4        | 3        | 1         | 5         | 5,0       | 5         | 0         |
| 2020     | NE       | 16       | 11       | 8         | 35        | 4,4       | 12        | 1         |
| 2021     | NE       | 17       | 6        | 4         | 43        | 10,8      | 29        | 0         |
| 2022     | LV       | 17       | 9        | 5         | 10        | 2,0       | 5         | 0         |
| 2023     | LV       | 13       | 5        | 1         | 12        | 12,0      | 12        | 0         |
| 2024     | NYG      | 3        | 1        | 0         | 0         | 12,0      | 12        | 0         |
| Totale   | Totale   | 70       | 35       | 19        | 105       | 5,5       | 29        | 1         |

### Playoff
| Stagione | Stagione | Stagione | Stagione | Ricezioni | Ricezioni | Ricezioni | Ricezioni | Ricezioni |
| Anno     | Squadra  | P        | PT       | Ric.      | Yard      | Media     | Max       | TD        |
| -------- | -------- | -------- | -------- | --------- | --------- | --------- | --------- | --------- |
| 2019     | NE       | 0        | 0        | 0         | 0         | 0,0       | 0         | 0         |
| 2021     | NE       | 1        | 0        | 0         | 0         | 0,0       | 0         | 0         |
| Totale   | Totale   | 1        | 0        | 0         | 0         | 0,0       | 0         | 0         |

Fonte: Football Database
In grassetto i record personali in carriera - Statistiche aggiornate alla settimana 10 della stagione 2024.

## Carriera imprenditoriale

### Stuttgart Surge
Nel febbraio 2022 Johnson annunciò di aver investito nella squadra tedesca di football americano dei Stuttgart Surge, diventandone comproprietario e accolto come un esempio per i giovani giocatori.